# Cour suprême de la RDA
Pour les articles homonymes, voir Cour suprême.

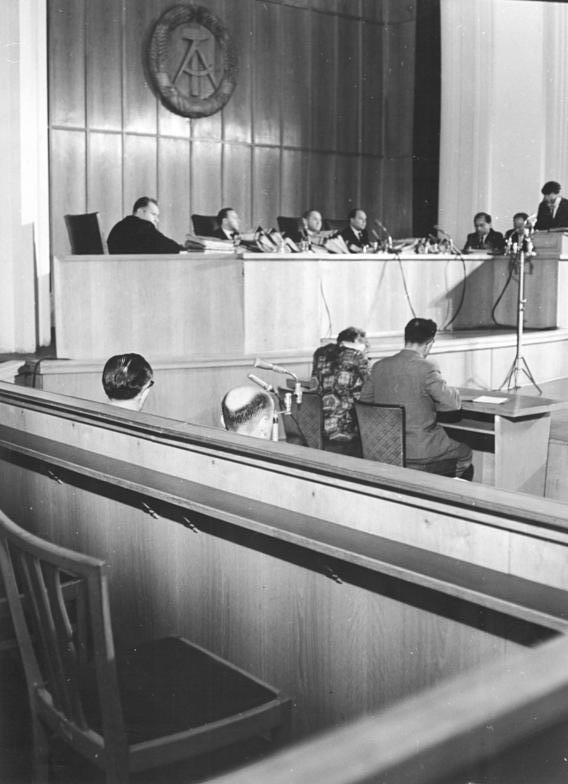
Juges au procès de Hans Globke, le 8 juillet 1963.

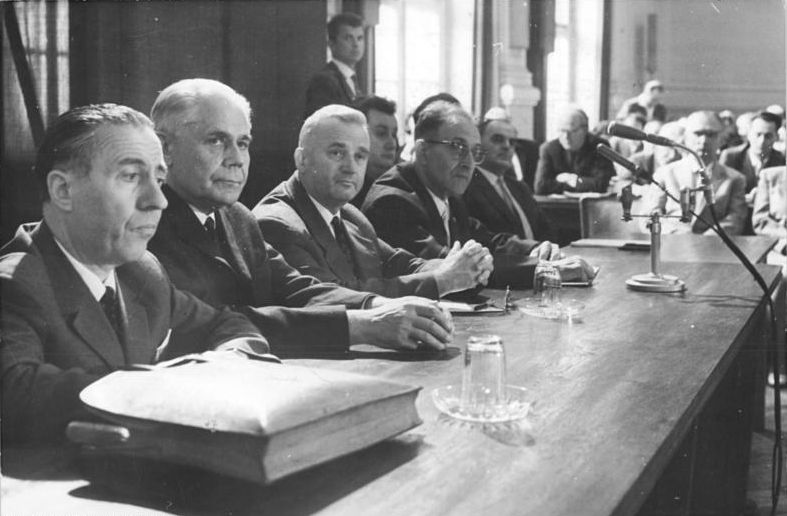

La Cour suprême de la RDA (Oberstes Gericht der DDR) est l'organe judiciaire suprême de la République démocratique allemande. Elle est fondée en 1949 et se situe alors au 6, Scharnhorststraße à Berlin, dans les anciens locaux de l'académie de médecine militaire (aujourd'hui ministère de l'Économie).
Au début des années 1970, elle s'installe dans de nouveaux locaux dans la neue Friedrichstraße (aujourd'hui Littenstraße), qu'elle partage avec diverses institutions (parquet, tribunaux de Berlin-Mitte, Friedrichshain et Prenzlauer Berg…)
Le bâtiment abrite aujourd'hui l'Amtsgericht (tribunal de première instance pour les affaires pénales et civiles les moins importantes) de Berlin-Mitte et certaines chambres du Landgericht (tribunal de première instance pour les crimes et les affaires plus importantes et seconde instance pour la plupart des affaires relevant en première instance de l’Amtsgericht) de Berlin.

## Responsabilités
Parmi les responsabilités de la cour, on compte :
- Cassation en matière civile et pénale

## Figures notables
- Présidents :
  - Kurt Schumann (1949-1960)
  - Heinrich Toeplitz (1960-1986, CDU)
  - Guenter Sarge (1986-1989, SED)
- Vice-présidents :
  - Hilde Benjamin (1949-1953, SED)
  - Walter Ziegler
  - Sarge Guenter (1977 -1986)
- Président de l'Ordre en matière civile, familiale et le droit du travail :
  - Werner Strasberg Mountain
- Procureurs généraux :
  - Mehlsheimer Ernst (1949-1960, SED)
  - Josef Streit (1962-1986)
  - Guenter Wendland (1986-1989)
  - Harri Harland (1989-1990)
  - Joseph Hans-Juergen (1990)